# الإيجاز في شرح سنن أبي داود
كتاب الإيجاز في شرح سنن أبي داود هو شرح سنن أبي داود للإمام شيخ الإسلام أبي زكريا النووي، فقد شرح فيه الإمام النووي قطعة من أول «سنن أبي داود» شرحا بديعًا، سهل العبارة وجيز الإشارة وعظيم النفع، ولم يكمل الإمام النووي فيه شرح سنن أبي داود.

## التعريفبسنن أبي داود
سنن أبي داود سليمان بن الأشعث السجستاني المتوفى سنة خمسٍ وسبعين ومائتين أحد الكتب الأصول الستة اتفاقاً، اعتنى به العلماء وأشادوا به، يقول ابن القيم في مقدمة تهذيبه: «ولما كان كتاب السنن لأبي داود من الإسلام بالموضع الذي خصه الله به، بحيث صار حكماً بين أهل الإسلام، وفصلاً في موارد النزاع والخصام، فإليه يتحاكم المنصفون، وبحكمه يرضى المحققون، فإنه جمع شمل أحاديث الأحكام، ورتبها أحسن ترتيب، ونظمها أحسن نظام، مع انتقائها أحسن انتقاء، واطراحه منها أحاديث المجروحين والضعفاء».
ويقول المنذري: «فإنه يعني -سنن أبي داود- أحد الكتب المشهورة في الأقطار، وحفظ مصنفه وإتقانه وتقدمه محفوظ عند حفاظ الأمصار، وثناء الأئمة عليه وعلى مصنفه مأثور عن رواة الآثار» والكتاب بالمحل المعروف عند أهل الحديث، وهو ثالث الكتب عند جماهير العلماء، وإن قدم بعضهم سنن النسائي عليه؛ لكن المعتمد عند أهل العلم أن سنن أبي داود يقدم على سنن النسائي، فإنه أنظف أسانيد.
وذكرنا أن ابن سيد الناس زعم أن سنن أبي داود بمنزلة أو ينبغي أن يكون بمنزلة أو قريب من صحيح مسلم، وهذا ذكرناه سابقاً، لا شك أن ابن سيد الناس لم يوافق على ذلك؛ لأن أبا داود لم يكلف نفسه انتقاء الرواة والروايات مثل الإمام مسلم.
يقول أبو سليمان الخطابي في معالم السنن: «كتاب السنن لأبي داود كتاب شريف، لم يصنف في علم الدين كتاب مثله، وقد رزق القبول من الناس كافةً، فقد صار حكماً بين فرق العلماء، وطبقات الفقهاء على اختلاف مذاهبهم، وعليه معول أهل العراق، وأهل مصر وبلاد المغرب، وكثير من أقطار الأرض» يقول: «وأما أهل خراسان فقد أولع أكثرهم بصحيحي البخاري ومسلم، ومن نحى نحوهم في جمع الصحيح على شرطهما إلا أن كتاب أبي داود أحسن رصفاً، وأكثر فقهاً».
ويقول ابن رسلان في مقدمة شرحه: «ينبغي للمشتغل بالفقه وبغيره الاعتناء بسنن أبي داود، فإن معظم أحاديث الأحكام التي يحتج بها فيه مع سهولة تناوله وتلخيص أحاديثه، وبراعة مصنفه واعتنائه بتهذيبه» ولا شك أن سنن أبي داود مظنة للأحاديث الصحيحة والحسنة وفيها الضعيف، خفيف الضعف، وفيه شديد الضعف، إلا أن ما كان ضعفه شديداً فقد التزم الإمام أبو داود بيانه.

## النسخة الخطية لكتاب الإيجاز
لا يُعلم لهذا الكتاب إلا نسخة خطية وحيدة فريدة من محفوظات مكتبة حكيم أوغلي علي باشا بتركيا، برقم (200).
وهي تحمل اسم «كتاب الإيجاز في شرح سنن أبي داود، للإمام النووي».
وعلى ورقة الغلاف ما صورته:
"كتاب الإيجاز في شرح سنن أبي داود السجستاني رحمه الله.
تأليف الفقير إلى رحمة ربه يحيى بن شرف بن مِرَا بن حسن بن حسين بن محمد النواوي عفى الله عنه.
هكذا نقلتُه من خطّه نفعنا الله بعلومه، آمين".
وتحته ختم المكتبة، وفوق الختم من جهة اليسار تملُّك، صورته: «من كتب يحيى باشا دام سعده».

## مقدمة مُحقق هذه الطبعة من الكتاب
قال أبو عبد الله حسين بن عكاشة: وهذه الطبعة الثانية للكتاب، تخرج بعد أن مَنَّ الله تعالى عليَّ فوفقني للوقوف على نسختين خطيتين لمقدمة الإمام النووي رحمه الله وأول الشرح، غير الأصل المعتمد في الطبعة الأولى، وجدتهما ضمن شرح الإمام شهاب الدين بن رسلان الرملي لـ «سنن أبي داود»، وسيأتي وصفهما في وصف النسخ الخطية.
وقد استعنت بالله العلي القدير على إعادة طبع الكتاب؛ فقابلته على الأصل مقابلةً تامةً؛ وصوَّبت بعض الأخطاء الطباعية، وقابلت مقدمة المؤلف رحمه الله وأول الشرح على النسختين الخطيتين الجديدتين، ومن فوائد هذه المقابلة تصحيح بعض الأخطاء التي وقعت في الكتاب؛ فمثلًا قد جاء في نسخة الأصل في شرح الحديث الأول: «حديث المغيرة صحيحٌ، ورواه أيضًا الترمذي، وحديث جابر صحيح». وقوله: «وحديث جابر صحيح». غير مستقيم مع الكلام التالي للإمام النووي رحمه الله؛ وكنت قد علقت عليه في الطبعة الأولى بقولي: «كذا في «الأصل»، وهي زيادة مقحمة؛ لأنه سيأتي كلام المؤلف رحمه الله عن حديث جابر». فلما قابلت الكتاب على النسختين الجديدتين وجدت السياق فيهما هكذا: «حديث المغيرة صحيحٌ، ورواه أيضًا الترمذي، وقال: حديث حسن صحيح». وهو سياق سليم يستقيم عليه الكلام؛ فأثبته في هذه الطبعة بحمد الله، وأشرت لذلك في الهامش.
وقد أعدت النظر في مواضع كثيرة من تعليقي على الكتاب؛ فزدت فيها زيادات كثيرة، وصوَّبت فيه مواضع عديدة، ووثَّقت بعض النقولات من مصادرها التي لم تكن تحت يدي عند إعداد الطبعة الأولى.
وأعدت صياغة مقدمتي للكتاب، وزدت عليها- بعون الله تعالى وحُسن توفيقه – زيادات كثيرة جدًّا؛ من أَجَلِّها زيادة فصلٍ كبيرٍ عن مصادر الكتاب، وزيادة في الكلام على روايات سنن أبي داود، وزدت في آخر المقدمة صور للنسختين الجديدتين، ولعلي إن يَسَّر الله تعالى أن أرفع صورة المقدمة الجديدة بتمامها على بعض مواقع الإنترنت الشهيرة؛ لينتفع بها من عنده الطبعة الأولى من الكتاب وغيرهم.
وقد وجدت فهرس مصادر تحقيق الكتاب ينقصه بعض الكتب وينقصه أيضًا بعض بيانات الطبعات؛ فأتممته.
وقد أعاد تنسيق الكتاب أخي أحمد سيد نسيرة بخطٍ أجمل من خط الطبعة الأولى.
فبفضل الله تعالى جاءت هذه الطبعة أكمل من سابقتها وأجمل.

## أبواب الكتاب[3]
1- باب: التخلي عند قضاء الحاجة
2 - باب: الرجل يتبوأ لبوله
3 - باب: ما يقول إذا دخل الخلاء
4 - باب: كراهية استقبال القبلة عند الحاجة
5 - باب: الرخصة
6 - باب: كيف التكشف عند الحاجة
7 - باب: كراهة الكلام عند الخلاء
8 - باب: أيرد السلام وهو يبول؟
9 - باب " الرجل يذكر الله سبحانه على غير طهر
10 - باب: الخاتم يكون فيه ذكر الله تعالى يدخل به الخلاء
11 - باب: الاستنزاه من البول
13 - باب: البول قائم. 13: باب: في الرجل يبول بالليل في الإناء، ثم يضعه عنده
14 - باب: المواضع التي نهي عن البول فيها
15 - باب: في البول في المستحم
16 - باب: النهي عن البول في الجحر
17 - باب: ما يقول إذا خرج من الخلاء
18 - باب: كراهة مس الذكر باليمين في الاستبراء
19 - باب: الاستتار في الخلاء
20 - باب: ما ينهى أن يستنجى به
21 - باب: الاستنجاء بالأحجار
22 - باب: في الاستبراء
33 - باب: الاستنجاء بالماء
24 - باب: يدلك يده بالأرض إذا استنجى
25 - باب: السواك
26 - باب: كيف يستاك
27 - باب: الرجل يستاك بسواك غيره
28 - باب: غسل السواك
29 - باب الفطرة
30 - باب: فرض الوضوء
31 - باب: الرجل يجدد الوضوء من غير حدث
32 - باب: ما ينجس الماء
33 - باب: ذكر بئر بضاعة
34 - باب: الماء لا يجنب
35 - باب: البول في الماء الراكد
36 - باب الوضوء بسؤر الكلب
37 - باب: سؤر الهر
38 - باب: الوضوء بفضل وضوء المرأة
39 - باب: في النهي عن ذلك
40 - باب: الوضوء بماء البحر
41 - باب: الوضوء بالنبيذ
42 - باب: أيصلي الرجل وهو حاقن؟
43 - باب: ما يجزيء من الماء في الوضوء
44 - باب: إسباغ الوضوء
45 - باب: الوضوء في أنية الصفر
46 - باب: التسمية على الوضوء
47 - باب: الرجل يدخل يده في الإناء قبل أن يغسلها.